# Fidget spinner

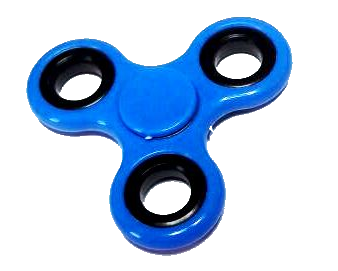
Tri-Spinner di plastica

Il fidget spinner (o semplicemente spinner) è un piccolo oggetto utilizzato come giocattolo o come antistress. Consiste in una sorta di piccola trottola, il cui corpo rotante è imperniato su un cuscinetto a sfera centrale che permette di farlo ruotare attorno all'asse principale di rotazione tenendo il cuscinetto fermo tra due dita di una mano. La particolare forma della parte rotante permette di avviare e ravvivare la rotazione con le dita.
Il gioco è stato concepito per assolvere alla funzione di alleviare lo stress e favorire la concentrazione mentale. Il nome inglese risulta dall'unione di due parole: fidget (agitarsi) e spinner (trottola) con riferimento a quegli stati di movimento incessante e ripetitivo che, a volte, si osservano in situazioni che richiedono attenzione e concentrazione mentale (esempi tipici di fidgeting sono il battere ritmico del piede, il ruotare l'anello al dito, o l'agitare una penna tenuta tra le dita), in quelle persone (come spesso i bambini) che non riescono a mantenere un sufficiente livello di attenzione volontaria solo sulla base di stimoli visivi o uditivi, come quelli richiesti in situazioni d'ascolto come le lezioni scolastiche o le conferenze.

## Funzionamento

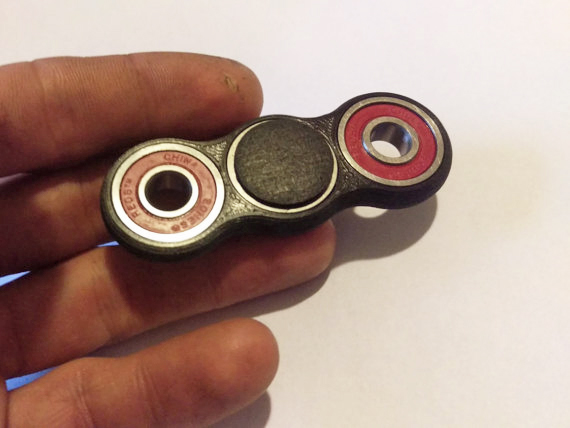
Un esemplare di plastica a 2 lame

Il funzionamento di base del giocattolo è dovuto alla presenza di un cuscinetto centrale che deve essere tenuto tra due dita in modo da permettere la rotazione dell'oggetto attorno all'asse principale incernierato sul cuscinetto. L'intera trottolina può essere realizzata in vari materiali, tra cui ottone, acciaio inossidabile, titanio, rame, ceramica o plastica. La rotazione autonoma può durare vari minuti, ma può essere alimentata e sostenuta colpendone le estremità del corpo rotante. Quest'ultimo, infatti, è realizzato con una particolare conformazione, munito di qualcosa di simile a bracci sporgenti (o pale, in genere in numero di tre) che possono essere colpiti con un leggero tocco delle dita per fornire nuova energia di rotazione all'oggetto, man mano che gli attriti tendono a dissiparla, in modo da cercare di ripristinarne il momento angolare.

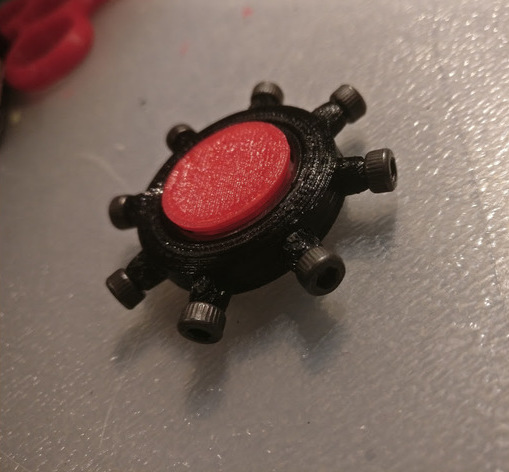
Esemplare da stampa 3D con 8 sporgenze

I materiali utilizzati nei cuscinetti sono, di solito, ceramici, metallici (acciaio inossidabile o cromato) o, una combinazione ibrida delle varie possibilità. La scelta dei cuscinetti permette di influenzare e regolare alcuni parametri fisici del funzionamento, come la vibrazione, il rumore, il tempo di durata della rotazione, la cui combinazione porta a un feedback sensoriale unico e peculiare.
Il giocattolo, almeno in teoria, è inteso per aiutare le persone che hanno difficoltà a concentrarsi. Agitandolo, agisce come meccanismo di rilascio per l'energia nervosa o lo stress, contribuendo a mantenere un sufficiente livello di attenzione volontaria per bambini o persone che hanno difficoltà a mantenerla con soli stimoli esterni, visivi o uditivi, che escludono il movimento e implicano l'immobilità. Nella pratica, la sua diffusione nelle scuole, e l'uso durante l'orario di studio in classe, sembrano sortire effetti inattesi, in quanto tende a favorire l'interazione e lo scambio degli oggetti tra gli scolari che se ne servono, con effetti indesiderati di distrazione dell'attenzione dedicata all'ascolto della lezione impartita dagli insegnanti.
Per questo motivo, in vari ambienti del sistema scolastico statunitense si è tentato di arginare il fenomeno bandendone l'uso durante le lezioni o proibendone addirittura la stessa introduzione nelle aule e negli spazi dedicati ad attività scolastiche.

## Storia
Lo spinner fu ideato nel 1993 da una madre statunitense, Catherine A. Hettinger, in un periodo in cui soffriva di una seria malattia neuromuscolare, la miastenia gravis. Brevettò il giocattolo nel 1997, ma non ricevette attenzione dalle case produttrici alle quali era stato proposto. Tra queste vi era anche la Hasbro, che declinò l'interesse dopo gli esiti della sperimentazione su un campione di potenziali consumatori. All'approssimarsi della scadenza del brevetto nel 2011, la sua inventrice non ha potuto farsi carico dei 400 dollari necessari per il rinnovo. Questo ha lasciato liberi molti produttori (tra cui anche la Hasbro) di riprendere l'idea e dare inizio alla produzione e distribuzione del gadget, offerto in una varietà di forme e di design diversi.
La diffusione commerciale del fidget spinner ha cominciato a crescere soprattutto nella primavera del 2017 (marzo-aprile-maggio), aiutata anche da fenomeni virali di internet e da siti e tutorial video pubblicati in rete. Del fenomeno di moda, si è occupata anche la stampa generalista e i mezzi di comunicazione di massa, presentandolo, a volte, come una mania collettiva. Secondo il New York Post: "I cosiddetti fidget spinner, giocattoli anti-stress con poca tecnologia e basso prezzo, sono una grande moda che spazza il paese, e i negozi non riescono a tenerne in scorta perché finiscono subito".